# Стрибки у воду на літніх Олімпійських іграх 2008
Змагання зі стрибків у воду на літніх Олімпійських іграх 2008 тривали з 10 до 23 серпня в Національному центрі водних видів спорту в Пекіні.

## Формат змагань
Жінки і чоловіки змагались у таких дисциплінах:
- Синхронні стрибки з 3-метрового трампліна
- Синхронні стрибки з 10-метрової вишки
- Стрибки з 3-метрового трампліна
- Стрибки з 10-метрової вишки

Окремі дисципліни складалися з відбіркових змагань, півфіналів і фіналів. Порядок виходу стрибунів у попередньому раунді визначився комп'ютерною програмою випадкового вибору під час технічної наради. До півфіналів потрапили по 18 учасників, які набрали найбільшу кількість балів у відбіркових змаганнях.
До фіналу потрапили по 12 перших стрибунів з півфіналу.

## Розклад змагань
Для всіх змагань вказано китайський стандартний час (UTC+8 год)
| День                      | Час         | Дисципліна                           |
| ------------------------- | ----------- | ------------------------------------ |
| Неділя, 10 серпня 2008    | 14:30-15:40 | Синхронний трамплін 3 м жінки        |
| Понеділок, 11 серпня 2008 | 14:30-15:40 | Синхронна вишка 10 м чоловіки        |
| Вівторок, 12 серпня 2008  | 14:30-15:40 | Синхронна вишка 10 м жінки           |
| Середа, 13 серпня 2008    | 14:30-15:40 | Синхронний трамплін 3-метри чоловіки |
| П'ятниця, 15 серпня 2008  | 13:30-16:30 | Трамплін 3 м жінки (попередні)       |
| Субота, 16 серпня 2008    | 20:00-21:40 | Трамплін 3 м жінки (півфінал)        |
| Неділю, 17 серпня 2008    | 20:30-22:00 | Трамплін 3 м жінки (фінал)           |
| Понеділок, 18 серпня 2008 | 19:00-22:30 | Трамплін 3 м чоловіки (попередні)    |
| Вівторок, 19 серпня 2008  | 10:00-11:50 | Трамплін 3 м чоловіки (півфінал)     |
| Вівторок, 19 серпня 2008  | 20:30-22:10 | Трамплін 3 м, чоловіки (фінал)       |
| Середа, 20 серпня 2008    | 19:00-22:10 | Платформа 10 м жінки (попередні)     |
| Четвер, 21 серпня 2008    | 10:00-11:40 | Платформа 10 м жінки (півфінал)      |
| Четвер, 21 серпня 2008    | 20:00-21:30 | Платформа 10 м жінки (фінал)         |
| П'ятниця, 22 серпня 2008  | 19:00-22:45 | Платформа 10 м чоловіки (попередні)  |
| Субота, 23 серпня 2008    | 10:00-11:50 | Платформа 10 м чоловіки (півфінал)   |
| Субота, 23 серпня 2008    | 20:00-21:40 | Платформа 10 м чоловіки (фінал)      |

## Кваліфікаційні критерії
Кожен НОК міг виставляти до 2 стрибунів, що кваліфікувались, і до 1 команди в кожній окремій дисципліні.
Путівки на Олімпійські ігри для кожної дисципліни розподілилися так:
| Змагання                            | Дата                       | Місце    | Індивідуальні стрибки | Синхронні стрибки |
| ----------------------------------- | -------------------------- | -------- | --------------------- | ----------------- |
| Чемпіонат світу FINA                | 17 березня — 1 квітня 2007 | Мельбурн | 12                    | 3                 |
| Кубок світу зі стрибків у воду FINA | 19–25 лютого 2008          | Пекін    | 22                    | 4                 |
| Країна-господар                     | -                          | -        | -                     | Китай             |
| Загалом                             |                            |          | 34                    | 8                 |

## Загальний залік
Дані взято з офіційного сайту Олімпіади 2008.
| Місце | Країна          | Золото | Срібло | Бронза | Загалом |
| ----- | --------------- | ------ | ------ | ------ | ------- |
| 1     | Китай (CHN)     | 7      | 1      | 3      | 11      |
| 2     | Австралія (AUS) | 1      | 1      | 0      | 2       |
| 3     | Росія (RUS)     | 0      | 3      | 2      | 5       |
| 4     | Канада (CAN)    | 0      | 2      | 0      | 2       |
| 5     | Німеччина (GER) | 0      | 1      | 1      | 2       |
| 6     | Мексика (MEX)   | 0      | 0      | 1      | 1       |
| 6     | Україна (UKR)   | 0      | 0      | 1      | 1       |
| Total | Total           | 8      | 8      | 8      | 24      |

### Чоловіки
| Дисципліни                        | Золото                       | Срібло                                     | Бронза                                      |
| --------------------------------- | ---------------------------- | ------------------------------------------ | ------------------------------------------- |
| 3 м трамплін                      | Хе Чун · Китай               | Александр Деспаті · Канада                 | Цінь Кай · Китай                            |
| 10 м вишка                        | Метью Мітчем · Австралія     | Чжоу Лусінь · Китай                        | Гліб Гальперін · Росія                      |
| Синхронні стрибки з 3 м трампліна | Ван Фен · і Цінь Кай · Китай | Дмитро Саутін · і Юрій Кунаков · Росія     | Ілля Кваша · і Олексій Пригоров · Україна   |
| Синхронні стрибки з 10 м вишки    | Лінь Юе · і Хуо Лян · Китай  | Патрік Гаусдінґ · і Саша Кляйн · Німеччина | Гліб Гальперін · і Дмитро Доброскок · Росія |

### Жінки
| Дисципліни                        | Золото                           | Срібло                                                 | Бронза                                     |
| --------------------------------- | -------------------------------- | ------------------------------------------------------ | ------------------------------------------ |
| 3 м трамплін                      | Го Цзінцзін · Китай              | Юлія Пахаліна · Росія                                  | У Мінься · Китай                           |
| 10 м вишка                        | Чень Жолінь · Китай              | Емілі Гейманс · Канада                                 | Ван Сінь · Китай                           |
| Синхронні стрибки з 3 м трампліна | Го Цзінцзін · і У Мінься · Китай | Юлія Пахаліна · і Позднякова Анастасія Юріївна · Росія | Дітте Котцян · і Гайке Фішер · Німеччина   |
| Синхронні стрибки з 10 м вишки    | Ван Сінь · і Чень Жолінь · Китай | Брайоні Коул · і Мелісса Ву · Австралія                | Паола Еспіноса · і Татьяна Ортіс · Мексика |